# Hannes Binder
Pour les articles homonymes, voir Binder.
Hannes Binder, né le 7 octobre 1947 à Zurich (Suisse), est un bédéiste, illustrateur et graphiste suisse.

## Biographie
Hannes Binder étudie les arts décoratifs à Zurich. Il exerce le métier de graphiste de 1968 à 1971 à Milan et est ensuite illustrateur et maquettiste de 1975 à 1978 à Hambourg (Allemagne). Depuis, il travaille en tant qu’illustrateur indépendant pour de nombreuses éditions, journaux et magazines. Dans le domaine pédagogique, Binder est, de 1999 à 2005, directeur de la section d’illustration à l’école d’art privé Punkt-G à Zurich. Il enseigne ensuite l’histoire de l’illustration à la Haute École d’Art de Lucerne.
Avec Der Chinese (1988), d’après le roman policier de Friedrich Glauser, il écrit et illustre sa première bande dessinée policière. S’ensuivent d’autres adaptations de polars du même auteur, tels que Krock & Co. (1990) et Knarrende Schuhe (1992). Dans Wachtmeister Studer im Tessin (1996), Binder se base sur le protagoniste des romans de Glauser et crée lui-même une nouvelle histoire. Dans Glausers Fieber (1999, La Fièvre de Glauser, non traduit en français), Binder se focalise sur la biographie de Glauser et sur le processus de création de son roman Die Fieberkurve. Toutes les œuvres mentionnées jusqu'à présent n'ont pas été traduites en français.
En illustrant le best-seller de Lisa Tetzner Les Frères noirs, il obtient le prix Luchs de littérature jeunesse en 2003, le prix d’illustration de Troisdorf en 2004 et le prix de littérature d’Insula Romana en 2005[réf. souhaitée].
Il se distingue en particulier par son usage de la technique graphique de la carte à gratter.

## Publications traduites en français
- Les Frères noirs, roman illustré. D’après Lisa Tetzner, traduit de l’allemand par Svea Winkler et Boris Moissard. L’École des Loisirs, 2005  (ISBN 2-211-07486-3)
- Bleu nuit. Avec Anita Siegfried. Genève : La Joie de lire, 2006  (ISBN 2-88258-347-8)
- Mes voyages chez Cordes : une histoire transsibérienne. Avec Peter Bichsel, traduit de l'allemand par Marion Graf. Zurich : Lobby suisse du livre, 2007
- Heidi. Avec Peter Stamm d’après Johanna Spyri, traduit par Genia Català. Genève : La Joie de Lire, 2009
- À minuit, poème illustré. D’après Edward Mörike, traduit par Marion Graf. Genève : La Joie de lire, 2011.
- Ressac, Graphic Novel, Cadrat Éditions, 2012
- Le Pantin noir, texte de Stéphanie Corinna Bille. Genève : La Joie de lire, 2014.
- Glauser, Hannes Binder ; Lausanne : Éditions d'en bas, 2015  (ISBN 978-2-8290-0479-7)
- Ianus, Cadrat Éditions, 2016

## Publications non traduites en français

### Collection Friedrich Glauser
- Der Chinese (Friedrich Glauser). Bande dessinée policière, Arche, 1988.
- Krock & Co/Die Speiche (Friedrich Glauser). Bande dessinée policière, Arche, 1990.
- Knarrende Schuhe (Friedrich Glauser). Polar illustré. Postface de Kurt Gloor. Arche, 1992.
- Wachtmeister Studer im Tessin. Une fiction. Préface de Peter Zeindler, Zytglogge, 1996.
- Glausers Fieber. Limmat-Verlag, 1998.
- Eine Melodie, die der Kommissär schon einmal gehört hatte …. Limmat-Verlag, 2002.
- Nüüd appartigs …: Six histoires illustrées. Préface de Peter Zeidler, postface de Kurt Gloor et entretien avec Frank Göhre. Limmat-Verlag, 2005.
- Glauser : recueil de sept histoires dessinées de, sur et avec Friedrich Glauser. Préface de Peter Zeidler, postface de Kurt Gloor et entretien avec Frank Göhre. Limmat-Verlag, 2012.

### Autres publications
- Frohe Sprechspiele. Rassemblé par Hedwig Sulser et Margrit Klingler. Verlag der Schul- und Büromaterialverwaltung der Stadt Zürich, 1979.
- Ain't misbehavin' : histoires et illustrations de la vie du pianiste de jazz légendaire Fats Waller. Jürg Schatzmann, paroles traduites par Regina Vitali. Ravensburg, 1981.
- Die Reportage. Zytglogge, 1990.
- Friedens-Geschichten. Gudrun Pausewang. Ravensburg, 1993.
- Dichterwort vor Ort. Préface de Benedikt Loderer et textes d’accompagnement de Thomas Binder, Zytglogge, 1993.
- Der Wegwerfer. Heinrich Böll. Officina Ludi, 1997.
- Das Buch der Albträume, Graphic Novel. Avec Urs Widmer. Sansouci, 2000.
- Der cherubinische Velofahrer und andere Belustigungen. Kurt Marti. Jordan-Verlag, 2001.
- Kunos große Fahrt. Klaus Merz. NordSüd, 2005.
- Die Zehn Gebote : Wege zum Leben. Regine Schindler. Patmos, 2006.
- Sagen und Legenden der Schweiz. Meinrad Lienert, ill. par Hannes Binder. Nagel und Kimche, 2006
- Der Schachspieler: Ein Fragment. Hannes Binder d'après Friedrich Dürrenmatt. Officina Ludi, 2007
- Die Wilderer der Maremma. Franco Supino . Schweizerisches Jugendschriftenwerk, 2007
- Der Venediger. Préface de Klaus Merz. 2007.
- Hannes Binders Vexierbilder: wo ist Maigrets Pfeife. Avec Daniel Weber. NZZ Libro, 2009.
- Das schwarze Geheimnis: Lyrik und Prosa über die Farbe Schwarz, Officina Ludi, 2010.
- Antonio Ligabue, Graphic Novel. Avec Giuseppe Zironi. Jacoby & Stuart, 2012.